# دين هيلر
دين هيلر (بالإنجليزية: Dean Heller )‏ (و. 1960  م) هو سياسي، وسمسار الأوراق المالية أمريكي، هو عضوٌ في الحزب الجمهوري.

## مناصب
تولى منصب عضو مجلس الشيوخ الأمريكي (3 يناير 2017–3 يناير 2019)
- عضو مجلس الشيوخ الأمريكي (3 يناير 2015–3 يناير 2017)[4]
- عضو مجلس الشيوخ الأمريكي (3 يناير 2013–3 يناير 2015)[4]
- عضو مجلس الشيوخ الأمريكي (9 مايو 2011–3 يناير 2013)[4]
- عضو مجلس الشيوخ الأمريكي (منذ 9 مايو 2011)
- عضو مجلس النواب الأمريكي (6 يناير 2009–3 يناير 2011)[4]
- عضو مجلس النواب الأمريكي (4 يناير 2007–3 يناير 2009)[4]
- Secretary of State of Nevada [الإنجليزية]‏ (1995–2007)[4]
- عضو المجلس النيابي لولاية نيفادا (1990–1994)[4]
- عضو مجلس النواب الأمريكي.

## التعليم
تعلم في جامعة كاليفورنيا الجنوبية، وتحصل منها على بكالوريوس العلوم (حتى 1985)، وUSC Marshall School of Business ‏، وCarson High School (Carson City, Nevada) ‏.